# Vandervelde (metrostation)
Vandervelde is een station van de Brusselse metro, gelegen in de Brusselse gemeente Sint-Lambrechts-Woluwe.

## Geschiedenis
Het station werd geopend op 7 mei 1982 ter gelegenheid van de verlenging van metrolijn 1B naar Alma, samen met de stations Roodebeek en Alma. Het station Vandervelde is vernoemd naar de Belgische politicus Emile Vandervelde, wiens naam ook werd gegeven aan de nabije Emile Vanderveldelaan.
Sinds de herinrichting van het metronet in 2009 bedient de nieuwe metrolijn 1 dit station.

## Situering
Vandervelde is gelegen in het verlengde van de Vanderveldelaan, ter hoogte van de kruising met de Jean-François Debeckerlaan en de Groenenberg. Kenmerkend aan dit station zijn de weinige aansluitingen met andere vervoersmiddelen, waardoor dit station voornamelijk gebruikt wordt door residentiële bevolking.

## Kunst
De Brusselse kunstenaar Paul De Gobert creëerde op de perrons de muurschildering La grande Taupe et le petit Peintre. Boven een strook in aardkleuren, die de geologische lagen van het ondergrondse voorstelt, zijn lichte, idyllische landschappen te zien. Het werk schetst de omgeving van het station zoals ze er ooit zou hebben kunnen uitzien en tracht zo de aandacht te vestigen op de invloed van de oprukkende stad op de natuur.

## Afbeeldingen

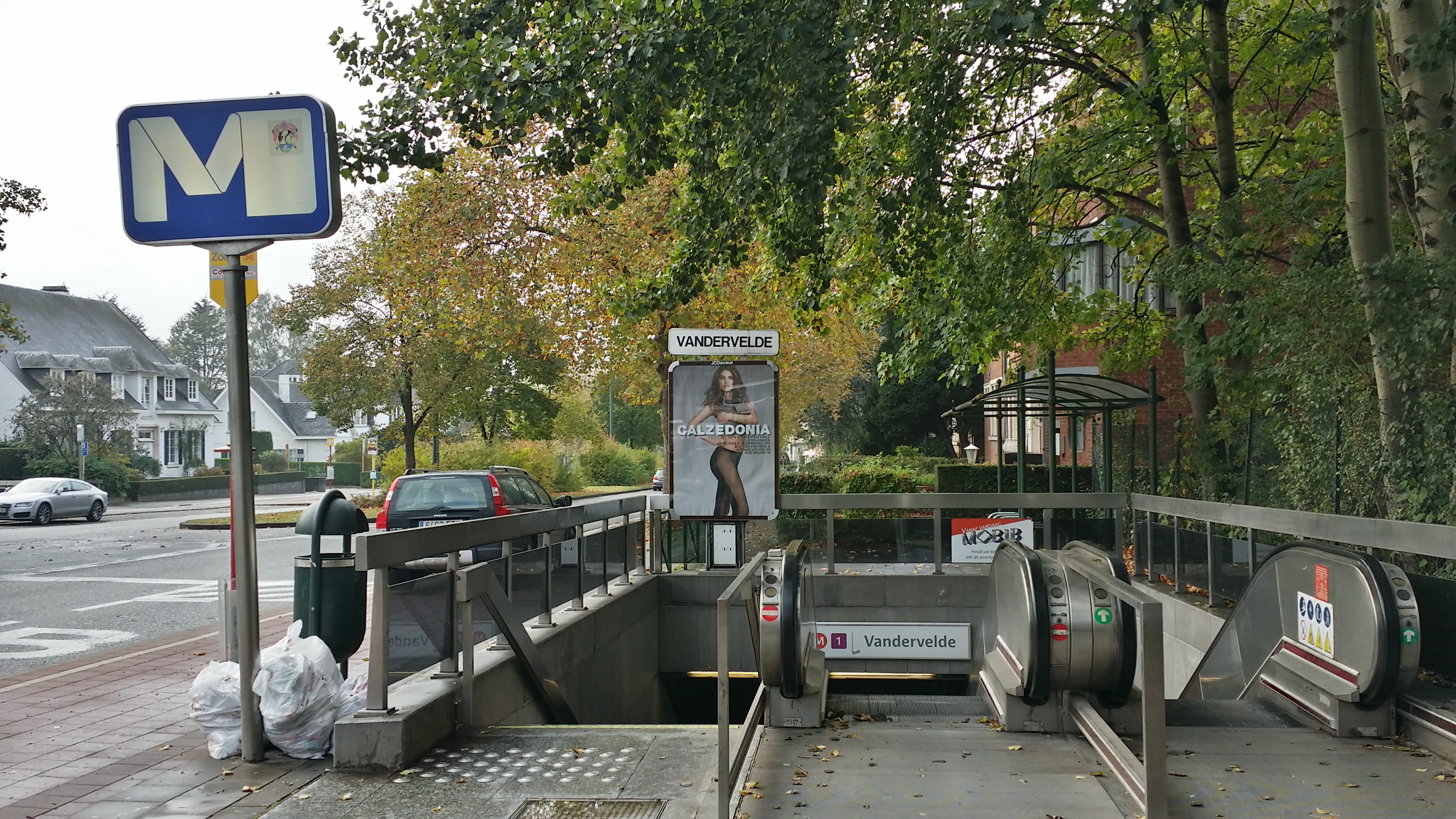
Ingang van het metrostation.
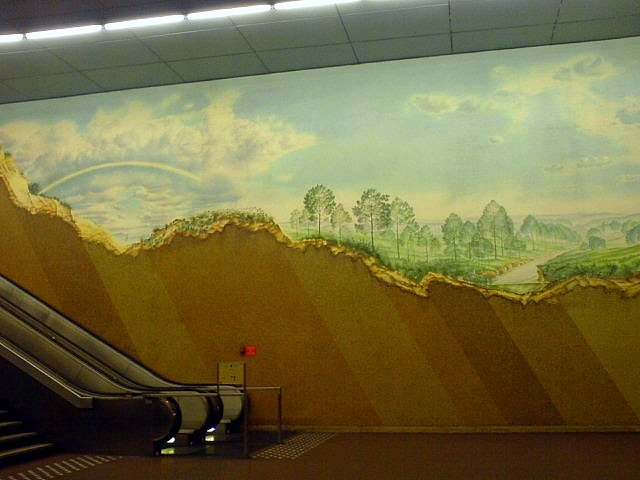
Muurschildering van Paul de Gobert.